# الشحيم (مذيخرة)

تعديل مصدري - تعديل

الشحيم هي إحدى قرى عزلة بني مليك بمديرية مذيخرة التابعة لمحافظة إب، بلغ تعداد سكانها 500 نسمة حسب تعداد اليمن لعام 2004.